# Stefan Barta
Stefan Hermann Barta (* 7. September 1963 in Dortmund) ist ein deutscher Sachbuchautor. Bekannt ist er vor allem durch eine Reihe von Fußballbüchern, außerdem durch sein vereinspolitisches Engagement beim FC Schalke 04.

## Leben
Aufgewachsen ist Stefan Barta in Witten. Nach seiner Ausbildung zum Schauwerbegestalter arbeitete er mehrere Jahre im Messebau, bevor er zum Marketing-Studium nach Berlin zog. Es folgten mehrjährige berufliche Auslandsaufenthalte in Griechenland, Spanien und der Schweiz.
2007 veröffentlichte Stefan Barta im Verlag Die Werkstatt als einer der ersten Autoren eines neuentstehenden Genres eine Fan-Autobiografie unter dem Titel Für immer Blau-weiß – mein Leben als Schalker. Darin verknüpft Barta seinen persönlichen Werdegang mit der Entwicklung des FC Schalke 04 im gleichen Zeitraum. Zwei Jahre später erschien Mein Parkstadion – geliebt, gehasst, vermisst, ein umfassend bebildertes Erinnerungsbuch über die ehemalige Heimspielstätte des FC Schalke 04. 2010 veröffentlichte Barta ein Buch über historische Spielplakate. Sein bei Delius Klasing erschienenes Buch Helden in Königsblau (2013) enthält 75 Kurzbiografien von prominenten Schalker Spielern und Funktionären der Vereinsgeschichte. Es folgten Schalke international (2014) und der zweite Teil seiner Fan-Autobiografie, der er den Titel Schalke, Spielsucht, viaNOgo (2016) gab. Darin kritisiert Barta die Auswüchse der Kommerzialisierung des modernen Fußballs und setzt sich unter anderem kritisch mit der Online-Ticketbörse Viagogo auseinander. Seit August 2024 gibt Barta das Stadionprogramm Schalker Echo, das jeweils zu den Heimspielen des FC Schalke 04 erscheint, heraus. Gastbeiträge von Stefan Barta erschienen unter anderem im Fußballmagazin 11 Freunde und in der Wochenzeitung Die Zeit.
Seit 2013 engagiert sich das langjährige Schalke-Mitglied in der Vereinspolitik. Im Rahmen der Proteste gegen Viagogo hielt er auf der Mitgliederversammlung eine vielbeachtete Rede, die dazu beitrug, dass der FC Schalke 04 den Vertrag mit der umstrittenen Ticketbörse fristlos kündigte. Von 2014 bis 2016 war Stefan Barta ehrenamtliches Mitglied des Wahlausschusses des FC Schalke 04. 2021 bewarb sich Barta ohne Erfolg um ein Amt im Aufsichtsrat des Vereins.
Im Sommer 2020 war Stefan Barta Mitorganisator einer Protestaktion gegen die Vereinsführung des FC Schalke 04, bei der der langjährige Aufsichtsratsvorsitzende Clemens Tönnies zum Rücktritt aufgefordert wurde. Wegen der COVID-19-Pandemie fand die Demonstration in Form einer Menschenkette rund um das Vereinsgelände statt. Drei Tage später gab Clemens Tönnies seinen Rückzug aus dem Verein bekannt.
Stefan Barta veranstaltet vor allem in Nordrhein-Westfalen regelmäßig fußballkulturelle Veranstaltungen wie Lesungen oder Fußballquiz-Runden. Er lebt in Hamm.

## Veröffentlichungen
- Für immer Blau-Weiß. Verlag Die Werkstatt, Göttingen 2007. ISBN 978-3-89533-590-7
- Mein Parkstadion – geliebt, gehasst, vermisst. 28 unvergessliche Jahre auf Schalke. Verlag Ecke Tor, Hamm 2009. ISBN 978-3-00-028437-3
- Was ich noch loswerden wollte... Kurzgeschichten von, mit und über „Die Blauen“ und Fußball sowieso. Verlag Ecke Tor, Hamm 2010. ISBN 978-3-9813787-1-9
- Fußball-Plakate. Eine Zeitreise durch den deutschen Profilfußball der 60er bis 80er Jahre. Verlag Ecke Tor, Hamm 2010. ISBN 978-3-9813787-0-2
- Helden in Königsblau. Delius Klasing Verlag, Bielefeld 2013. ISBN 978-3768835633
- Schalke International.  Verlag Neue Buchschmiede, Hamm 2014. ISBN 978-3981665123
- Schalke, Spielsucht, ViaNOgo. Verlag Neue Buchschmiede, Hamm  2016. ISBN 978-3981665147
- Piss-Pott und drei Ecken, ein Elfer. In: Sascha Theisen (Hrsg.), Nach vorne!. Verlag Die Werkstatt, Göttingen 2010, ISBN 978-3-89533-713-0
- Thomasmehl. In: Sascha Theisen (Hrsg.), Auf Asche. Verlag Die Werkstatt, Göttingen 2013, ISBN 978-3730700112
- Nordkurve Gelsenkirchen. In: 11 Freunde, Nr. 207, 2020.
- Ich schäme mich für Clemens Tönnies. In: Die Zeit, 24. Juni 2020.